# Leucosioidea
Super-famille
Les Leucosioidea sont une super-famille de crabes. Elle comprend deux familles.

## Liste des familles
Selon World Register of Marine Species (30 juin 2016) :
- famille Iphiculidae Alcock, 1896
- famille Leucosiidae Samouelle, 1819

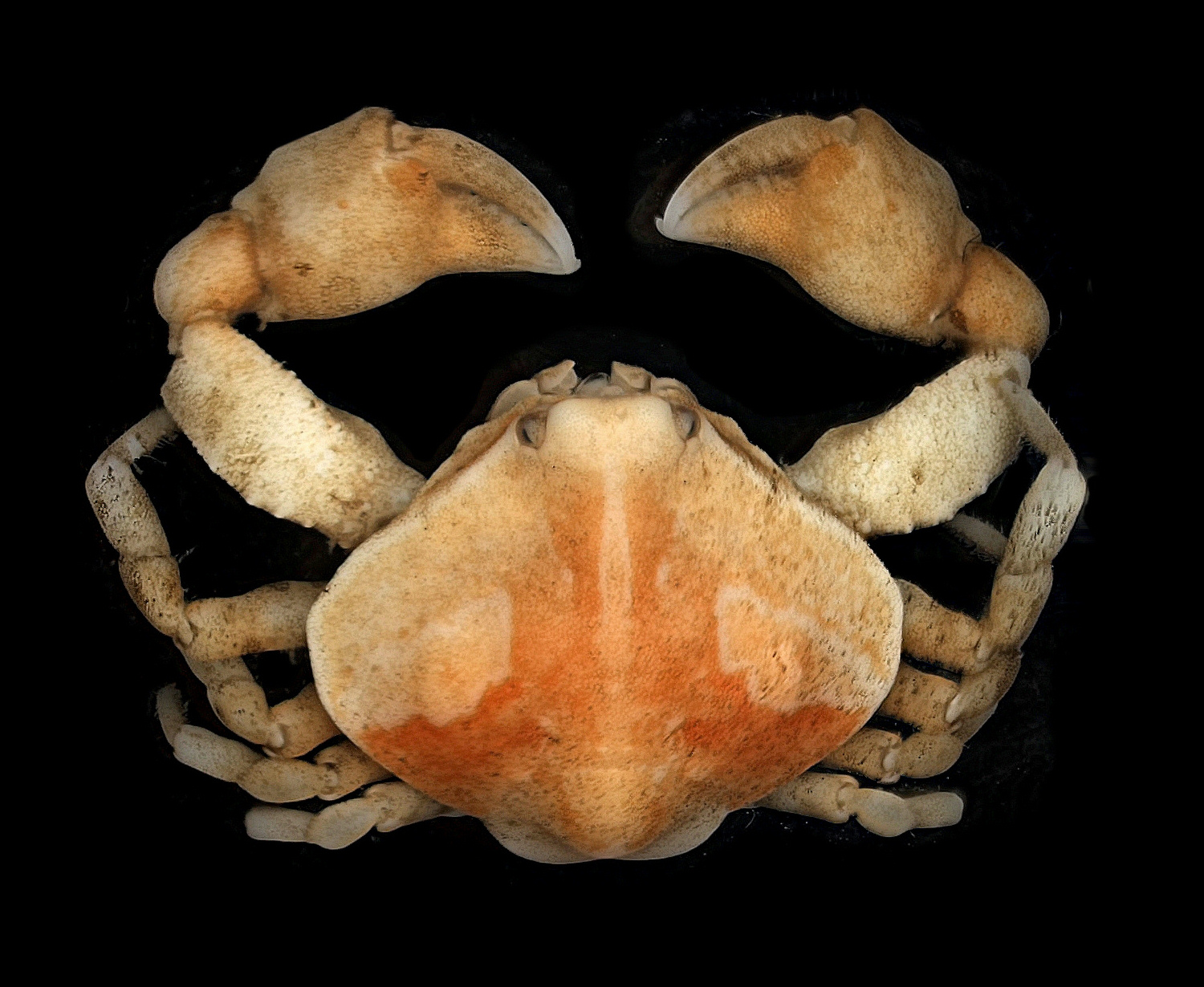
Ebalia tumefacta (Leucosiidae)

## Référence
- Samouelle, 1819 : The entomologist’s useful compendium; or an introduction to the knowledge of British insects, comprising the best means of obtaining and preserving them, and a description of the apparatus generally used; together with the genera of Linné, and the modern method of arranging the classes Crustacea, Myriapoda, Spiders, Mites and Insects, from their affinities and structure, according to the views of Dr. Leach. Also an explanation of the terms used in entomology; a calendar of the times of appearance and usual situations of near 3,000 species of British insects; with instructions for collecting and fitting up objects for the microscope. London. p. 1-496 (texte original).

## Sources
- Ng, Guinot & Davie, 2008 : Systema Brachyurorum: Part I. An annotated checklist of extant brachyuran crabs of the world. Raffles Bulletin of Zoology Supplement, n. 17, p. 1–286.
- De Grave & al., 2009 : A Classification of Living and Fossil Genera of Decapod Crustaceans. Raffles Bulletin of Zoology Supplement, n. 21, p. 1-109.